# SS Great Eastern
Great Eastern je čuveni brod kojeg je projektirao slavni inženjer Isambard Kingdom Brunel. Godine 1858, kada je porinut, bio je najveći brod na svijetu i jedini koji je bio u stanju prevoziti 4000 putnika od Engleske do Australije bez da preuzima gorivo. Brunel je teoretski dokazao, da brod treba biti velik za duga putovanja. Volumen raste s trećom potencijom dimenzija, a otpor kretanju raste s drugom potencijom, dakle sporije.Tako je odredio potrebnu veličinu broda za putovanje do Australije bez zaustavljanja.
Po dužini ga je tek godine 1899. nadmašio SS Oceanic II) a po deplasmanu godine 1901. SS Celtic II.
Brod je bio dug 211 m, širok 25 m i s gazom od 6,1 m. Deplasman mu je bio 32000 t. 
Za pogon su služila dva ogromna kotača te vijak pokretan parnim strojem. Na brodu su bila i jedra, ali se nisu koristila, jer bi se često znala zapaliti zbog iskrenja. Maksimalna brzina je bila 13 čv.
Iako je na mnoge suvremenike ostavio snažan dojam - uključujući Julesa Vernea koji je svoje putovanje na njemu opisao u knjizi Ploveći grad - Great Eastern se pokazao kao neisplativ projekt. Brodovlasnici su ga prenamijenili za polaganje transoceanskog kabela Europa-Amerika, a poslije je preuređen u plesnu dvoranu. 1889. godine je završio u rezalištu.

## Vanjske poveznice
- Great Eastern Salvage  Arhivirana inačica izvorne stranice od 15. prosinca 2018. (Wayback Machine) web site
- Brief description of the Great Eastern  Arhivirana inačica izvorne stranice od 3. srpnja 2007. (Wayback Machine)
- Great Eastern timeline  Arhivirana inačica izvorne stranice od 19. rujna 2006. (Wayback Machine)
- Great Eastern, 1860–1888
- The Calamitous Titan  Arhivirana inačica izvorne stranice od 5. listopada 2006. (Wayback Machine)